# Provinzial Rheinland

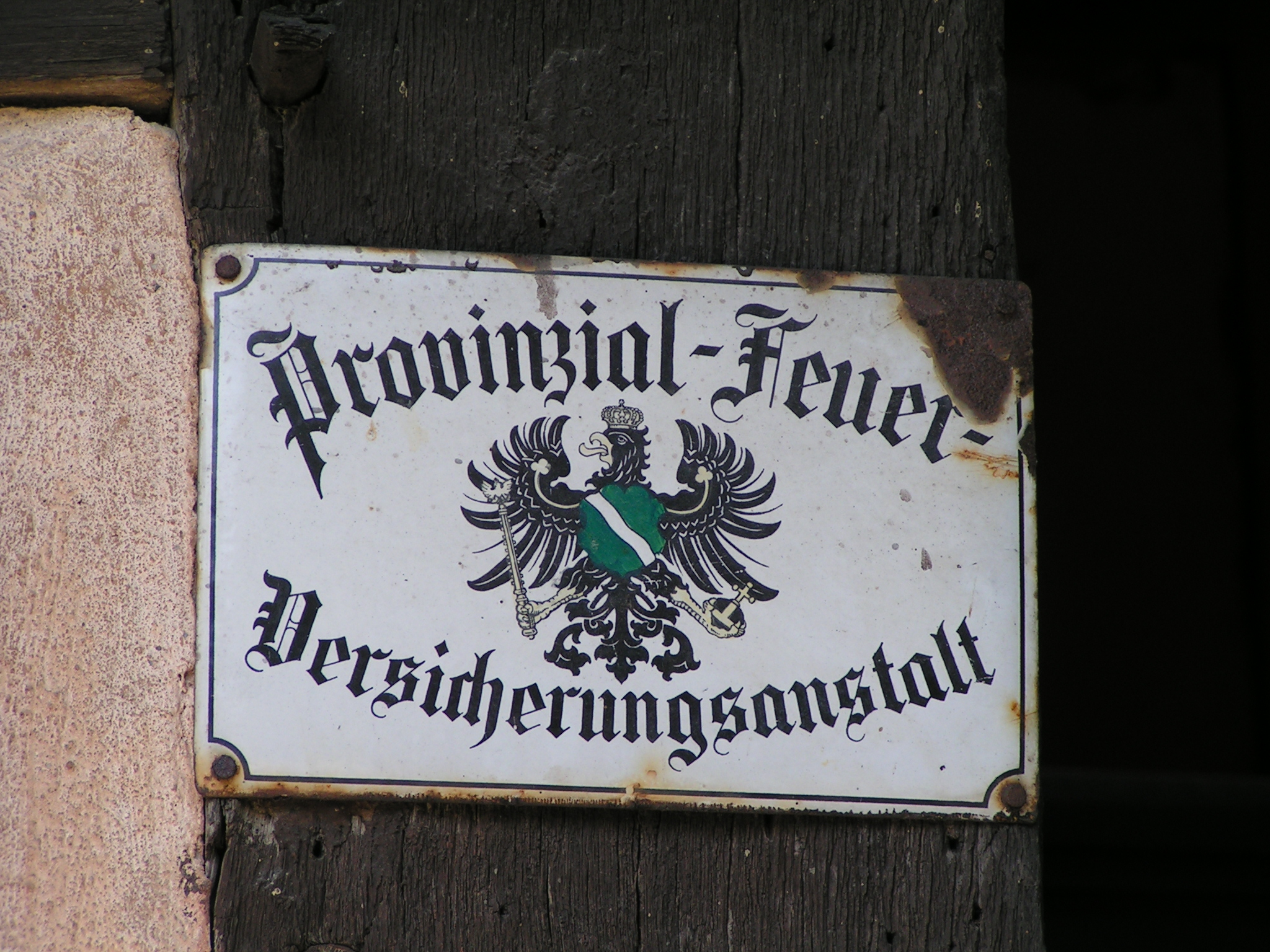
Feuerversicherungsschild der Provinzial Feuer-Versicherungsanstalt der Rheinprovinz an einem alten Haus

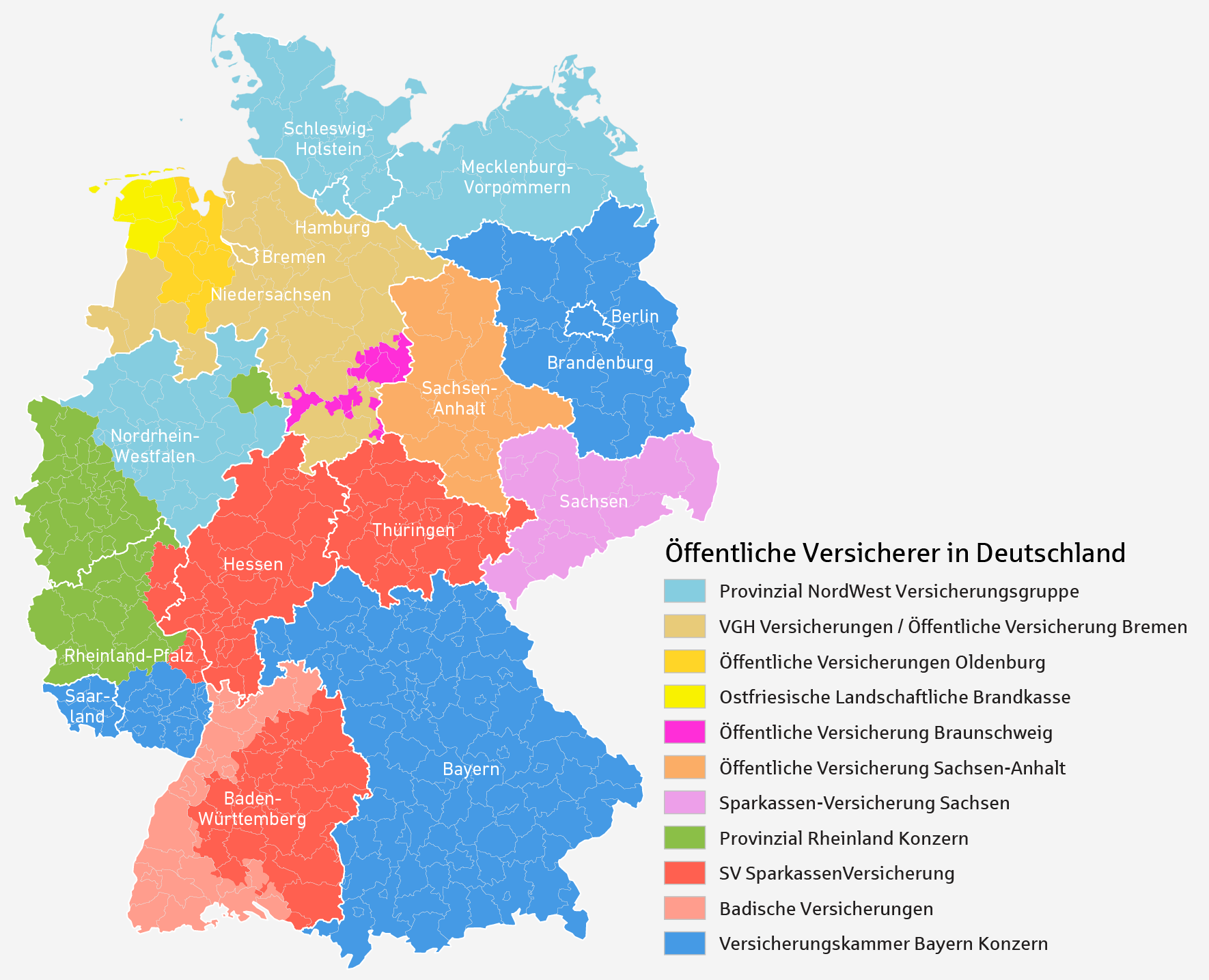
Geschäftsgebiete der Öffentlichen Versicherer in Deutschland

Die Provinzial Rheinland war bis zu ihrem Zusammenschluss mit der Provinzial NordWest im Jahr 2020 eine deutsche Öffentliche Versicherungsgesellschaft mit Sitz in Düsseldorf. Sie vereinigte diverse Versicherungen im Bereich Schaden-, Unfall- und Personenversicherungen und war Teil der Sparkassen-Finanzgruppe. Sie war zuletzt im Geschäftsgebiet der Regierungsbezirke Düsseldorf, Köln, Trier und Koblenz (ohne Rhein-Lahn-Kreis und Westerwaldkreis) sowie im Kreis Lippe tätig. 2019 waren 2.581 Mitarbeiter im Konzern angestellt. Der Konzern erzielte im selben Jahre gebuchte Bruttobeiträge im Gesamtvolumen von 2,733 Milliarden Euro.

## Geschichte

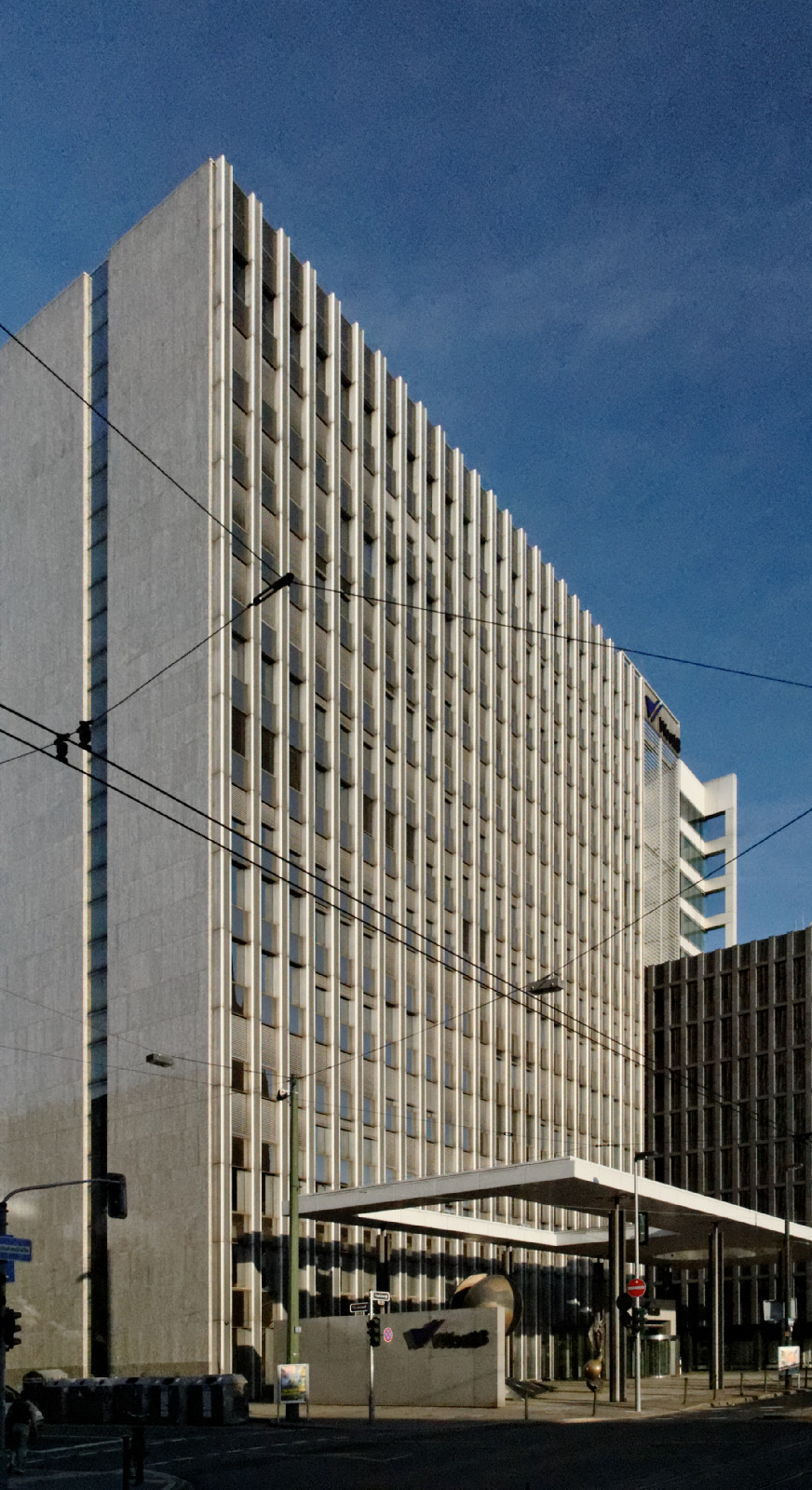
Ehemaliges Verwaltungsgebäude in der Düsseldorfer Friedrichstraße

Angesichts des verstärkten Aufkommens privater Versicherungsunternehmen im heutigen Nordrhein-Westfalen und mit Rücksicht auf die Notwendigkeit einer Verwaltungsreform ordnete König Friedrich Wilhelm III. von Preußen im Jahre 1836 an, dass „für die ganze Rheinprovinz in derjenigen Begrenzung, welche dieselbe als Oberpräsidial-Bezirk hat, fortan nur eine öffentliche Sozietät bestehen soll, deren Zweck auf gegenseitige Versicherung von Gebäuden gegen Feuer gerichtet ist“. Mit dem Erlass vom 5. Januar 1836 wurde die Provinzial Feuersocietät in Koblenz gegründet, dem Dienstsitz des Oberpräsidenten der preußischen Rheinprovinz. Mit der Gründung der Provinzial wurden die beiden rheinischen Feuersozietäten Bergische Feuer Assekuranz und Koblenz-Trierische Brandversicherungsanstalt zusammengelegt, welche schon im Jahre 1722 gegründet worden waren. Für die Provinzial bestand keine Zwangspflicht zur Versicherung, und es stand jedem frei, Gebäude auch bei anderen „concessionierten Privatgesellschaften“ zu versichern. Erster Direktor wurde Georg Freiherr von Hauer.

### Geschäftsaufnahme und -erweiterung
Zunächst wurden ausschließlich Immobilien versichert. 1863 hatte die Sozietät als eine der ersten öffentlichen Versicherer die Genehmigung zur Aufnahme der Mobiliarversicherung erhalten. 1875 wurde die Zentrale der Versicherung nach Düsseldorf verlegt. 1903 trat an Stelle des Gegenseitigkeitsprinzips der Sozietät die Garantie des Provinzialverbands in Gestalt einer subsidiären Gewährträgerhaftung. Diesem Wechsel trug man auch äußerlich durch die Änderung des Namens in Provinzial-Feuerversicherungsanstalt der Rheinprovinz (Provinzial Feuer) Rechnung. Um die hypothekarische Beleihung des Waldbesitzes durch die Landesbank zu ermöglichen, wurde 1907 die Waldbrandversicherung eingeführt. Nach dem § 32 des preußischen Sozietätengesetzes von 1910, das die Gestattung des Betriebes anderer Zweige der Schadenversicherung ausdrücklich vorgesehen hatte, folgten 1912 die Aufnahme der Einbruchdiebstahl-, Beraubungs-, Leitungswasser- und Glasversicherung. 1908 begann die Kooperation mit den Sparkassen, um Hypotheken zu vermitteln und im Gegenzug Gebäudeversicherungen abschließen zu können.
Der Provinziallandtag der Rheinprovinz in Düsseldorf beschloss 1914 die Gründung der Provinzial Lebensversicherungsanstalt der Rheinprovinz (Provinzial Leben). 1922 nahm die Provinzial Feuer eine Verwaltungsgemeinschaft mit der Provinzial Leben auf. Die Provinzial Leben nahm 1924 das Geschäft mit Kompositversicherungen wie Unfall- und Autohaftpflichtversicherung auf. Bei der Provinzial Feuer kamen in den Zwanzigerjahren die Hagel- und Transportversicherung sowie in den Dreißigerjahren die Verbundene Hausrat- und Sturmversicherung hinzu.

### Zeit des Nationalsozialismus
Mit der Machtergreifung der Nationalsozialisten wurde der Aufsichtsrat und der Vorstand neu besetzt. Hans Goebbels, Bruder von Joseph Goebbels und NSDAP- sowie SA-Mitglied, wurde 1933 zum Generaldirektor und Betriebsführer. Er kam von der Feuer-Versicherungsgesellschaft Rheinland in Neuss. Im Zweiten Weltkrieg wurde das Direktionsgebäude vernichtet.

### Nach dem Zweiten Weltkrieg
Nach dem Krieg konnte der Geschäftsbetrieb 1946 wieder aufgenommen werden. Rechtsnachfolger der Rheinprovinz als Gewährträger war zunächst das neu gegründete Land Nordrhein-Westfalen. Das Geschäftsgebiet erstreckte sich über zwei Besatzungszonen. 1953 wurde der neu entstandene Landschaftsverband Rheinland, der die Aufgaben des früheren Provinzialverbands übernommen hatte, zu zwei Dritteln sowie das Land Rheinland-Pfalz zu einem Drittel Gewährträger. Die Provinzial Leben gab 1955 die Verwaltung des Haftpflicht- und Kraftfahrtgeschäfts an die Provinzial Feuer ab, und 1958 übernahm die Provinzial Feuer zudem den Unfallversicherungsbestand von der Provinzial Leben. Nach der Satzungsänderung von 1958 bestand Organ- und Verwaltungsgemeinschaft zwischen der Provinzial Leben und der Provinzial Feuer. Mit der Aufnahme weiterer Sachsparten entwickelte sich der Verbund zu einem umfassenden Kompositversicherer.

### Intensivierung der Zusammenarbeit mit den Sparkassen- und Giroverbänden
1997 trat eine neue Satzung in Kraft. Damit wurden der Rheinische Sparkassen- und Giroverband mit 34 %, der Sparkassenverband Rheinland-Pfalz mit 33 1/3 % und der Landschaftsverband Rheinland mit 32 2/3 % neue Gewährträger der Versicherungsgesellschaft. Durch die stärkere Einbindung der Sparkassen sollte der Vertrieb ausgebaut und die Marktposition verbessert werden. Um die enge Partnerschaft mit den Sparkassen zu verdeutlichen, trug die Provinzial danach den Zusatz „Versicherung der Sparkassen“.

### Umstrukturierung der Versicherungsgruppe
Der Vertrag vom 14./21. September 2001 zur Änderung des Staatsvertrags zwischen dem Land Rheinland-Pfalz und dem Land Nordrhein-Westfalen über die Provinzial-Feuerversicherungsanstalt der Rheinprovinz und die Provinzial-Lebensversicherungsanstalt der Rheinprovinz vom 14./21. Dezember 1995 schuf die rechtlichen Voraussetzungen zur Umstrukturierung der Versicherungsgruppe.

Die Provinzial Leben wurde zum Jahreswechsel in die Provinzial Rheinland Lebensversicherung AG – Die Versicherung der Sparkassen umgewandelt.
Die Provinzial Feuer übertrug 2002 ihren gesamten Versicherungsbestand und auch ihren sonstigen Geschäftsbetrieb auf die Provinzial Rheinland Versicherung AG – Versicherung der Sparkassen. Damit trat die Provinzial Rheinland Versicherung AG in sämtliche Rechte und Pflichten der Feueranstalt ein. Mit der Übertragung des Geschäftsbetriebes wandelte die „alte“ Provinzial Feuer ihren Geschäftszweck von einer Versicherungsgesellschaft in eine Beteiligungsholding.
Die neu entstandene Struktur schuf zwei Versicherungs-Aktiengesellschaften, welche unter dem Dach der öffentlich-rechtlichen Provinzial Rheinland Holding – ein Unternehmen der Sparkassen das operative Geschäft betrieben. Die Gewährträgerstruktur der Provinzial Rheinland Holding, bestehend aus den Sparkassenverbänden und dem Landschaftsverband, blieb unverändert. Ebenso unverändert blieben weitgehend die bisherigen Entscheidungsstrukturen und Verantwortlichkeiten.

### Geschäftstätigkeiten nach der Umstrukturierung
Nachdem 2007 Vertreter der Provinzial Rheinland und der Lippischen Landesbrandversicherung Verhandlungen aufgenommen hatten, wurde 2009 die Provinzial Rheinland für einen Kaufpreis von 76 Millionen Euro Träger der Lippischen Landesbrandversicherungsanstalt.
Ein Jahr später wurde die Proefa GmbH gegründet, über welche Provinzial-Kunden Strom und Gas beziehen konnten. Um das Angebot in der Restkreditversicherung für die Sparkassen-Finanzgruppe weiter auszubauen, wurde im selben Jahr die ProTect Versicherung AG gegründet, die sich auf die Absicherung von Arbeitseinkommensverlustrisiken spezialisiert. 2019 gründete die Provinzial Rheinland zusammen mit der Versicherungskammer Bayern, der Provinzial NordWest und der SV SparkassenVersicherung die innovations- und digitalisierungsfabrik GmbH (kurz id-fabrik). Darüber hinaus wurde im selben Jahr ein digitales Kundenportal eingeführt, das Produktangebot um Cyber-Versicherungen ausgebaut sowie die Provinzial Dienstleistungs GmbH gegründet. Mit der Neugründung konnten Kunden das bestehende Handwerkernetz der Provinzial Rheinland unabhängig von einem Schadenfall nutzen.

### Fusion mit der Provinzial NordWest
Am 4. September 2018 gaben die Anteilseigner der Provinzial Rheinland und der Provinzial NordWest eine gemeinsame Erklärung über ein mögliches Zusammengehen ab. Die Fusion wurde am 31. August 2020 mit der Eintragung ins Handelsregister rückwirkend zum 1. Januar 2020 rechtswirksam. Sitz der neuen Holding ist Münster. An der Spitze der fusionierten Unternehmensgruppe steht die zum 1. September 2020 zur Provinzial Holding umfirmierte ehemalige Provinzial NordWest Holding. Nach der Fusion schlossen sich mit der Provinzial Rheinland Versicherung und der Westfälischen Provinzial Versicherung 2021 die beiden größten Schaden- und Unfallversicherer des Konzerns zur Provinzial Versicherung zusammen.

## Ehemalige Unternehmensstruktur
Muttergesellschaft des Provinzial Rheinland Konzerns war die Provinzial Rheinland Holding AöR – Ein Unternehmen der Sparkassen, zu ihr gehörten zuletzt die Unternehmen:
- Provinzial Rheinland Versicherung AG (Provinzial Feuer),
- Provinzial Rheinland Lebensversicherung AG (Provinzial Leben),
- Sparkassen DirektVersicherung AG,
- Lippische Landes-Brandversicherungsanstalt,
- PLB Provinzial-Leben-Baubetreuungs GmbH,
- ProTect Versicherung AG,
- Proefa GmbH.

## Persönlichkeiten
- Clemens August Waldbott von Bassenheim-Bornheim, Direktor der rheinischen Provinzialfeuersocietät